# Bitwa pod Rybczanami
Bitwa pod Rybczanami – część wielkiej bitwy nad Berezyną.  Walki polskiego 167 pułku piechoty z oddziałami sowieckiej 53 Dywizji Strzelców toczone w ramach polskiej kontrofensywy nad Berezyną w okresie wojny polsko-bolszewickiej.

## Przebieg działań

### Sytuacja ogólna
14 maja 1920 ruszyła sowiecka ofensywa wojsk Frontu Zachodniego Michaiła Tuchaczewskiego. 15 Armia Augusta Korka i Grupa Północna Jewgienija Siergiejewa uderzyły na pozycje oddziałów polskich 8 Dywizji Piechoty i 1 Dywizji Litewsko-Białoruskiej w ogólnym kierunku na Głębokie. Wykonująca uderzenie pomocnicze 16 Armia Nikołaja Sołłohuba zaatakowała oddziały 4 Armii gen. Stanisława Szeptyckiego i podjęła próbę sforsowania Berezyny pod Murawą i Żukowcem oraz pod Żarnówkami i Niehoniczami. 
Wobec skomplikowanej sytuacji operacyjnej, 23 maja rozpoczął się ogólny odwrót wojsk polskich w kierunku zachodnim.
Naczelne Dowództwo Wojska Polskiego postanowiło rozstrzygnąć sytuację nad Berezyną w sposób zaczepny. Dowodzenie przejął naczelny wódz marsz. Józef Piłsudski.
Wojska gen. Szeptyckiego szykowały się do natarcia.
1 czerwca ruszyła polska kontrofensywa Armii Rezerwowej oraz 1. i 4 Armii skierowana przeciw wojskom sowieckiego Frontu Zachodniego.

### Działania pod Rybczanami
2 czerwca z pozycji wyjściowych nad Miadziołką  rozpoczęła natarcie, wchodząca w skład Armii Rezerwowej, polska VII Brygada Rezerwowa. Jej przeciwnikiem były oddziały sowieckiej 53 Dywizji Strzelców broniące się na linii dawnych umocnień rosyjskich z czasów I wojny światowej.
W centrum ugrupowania brygady, w kierunku na Dzietkowo – Rybczany uderzał 167 pułk piechoty.
Na lewo od niego nacierał 155 pułk piechoty, a na prawo 159 pułk piechoty.
Przeciwnik dysponował kilkoma bateriami artylerii oraz dużą liczbą cekaemów, a jego okopy osłonięte były zasiekami z drutu kolczastego.
Dwukrotne wznawiane natarcie pozbawionego wsparcia artylerii 167 pułku piechoty nie dawały rezultatu. Bataliony ponosiły ciężkie straty. Dopiero podczas trzeciego ataku, 12. kompania pod dowództwem chorążego Franciszka Wawroka i 9. kompania pod dowództwem sierżanta Ignacego Piechaczka wdarły się do miasta i rozpoczęły się krwawe walki uliczne. Obie strony nie brały jeńców. Po kilkugodzinnej walce, za cenę blisko pięciuset poległych i rannych, Rybczany zostały zdobyte.
Nacierając dalej, w godzinach popołudniowych 167 pp zdobył Przewoźnik. W szturmie na miejscowość  pułk stracił dalszych 160 poległych i rannych. 
Pozostałe oddziały VII Brygady Rezerwowej nie zdołały przełamać pozycji sowieckich.

## Bilans walk
167 pułk piechoty po krwawej walce zdobyły Rybczany i Przewoźnik. Mimo braku sukcesów pozostałych pułków VII Brygady Rezerwowej, utrata obu miejscowości zmusiła 53 Dywizję Strzelców do odwrotu. Straty sowieckie nieznane.
19 maja 1927  minister spraw wojskowych marszałek Polski Józef Piłsudski ustalił i zatwierdził dzień 2 czerwca, jako datę święta 75 pułku piechoty. Pułk obchodził swoje święto w rocznicę bitwy pod Rybczanami.